# Aristida hygrometrica
Aristida hygrometrica är en gräsart som beskrevs av Robert Brown. Aristida hygrometrica ingår i släktet Aristida och familjen gräs. Inga underarter finns listade i Catalogue of Life.